# Frente Nacional para a Defesa da Constituição

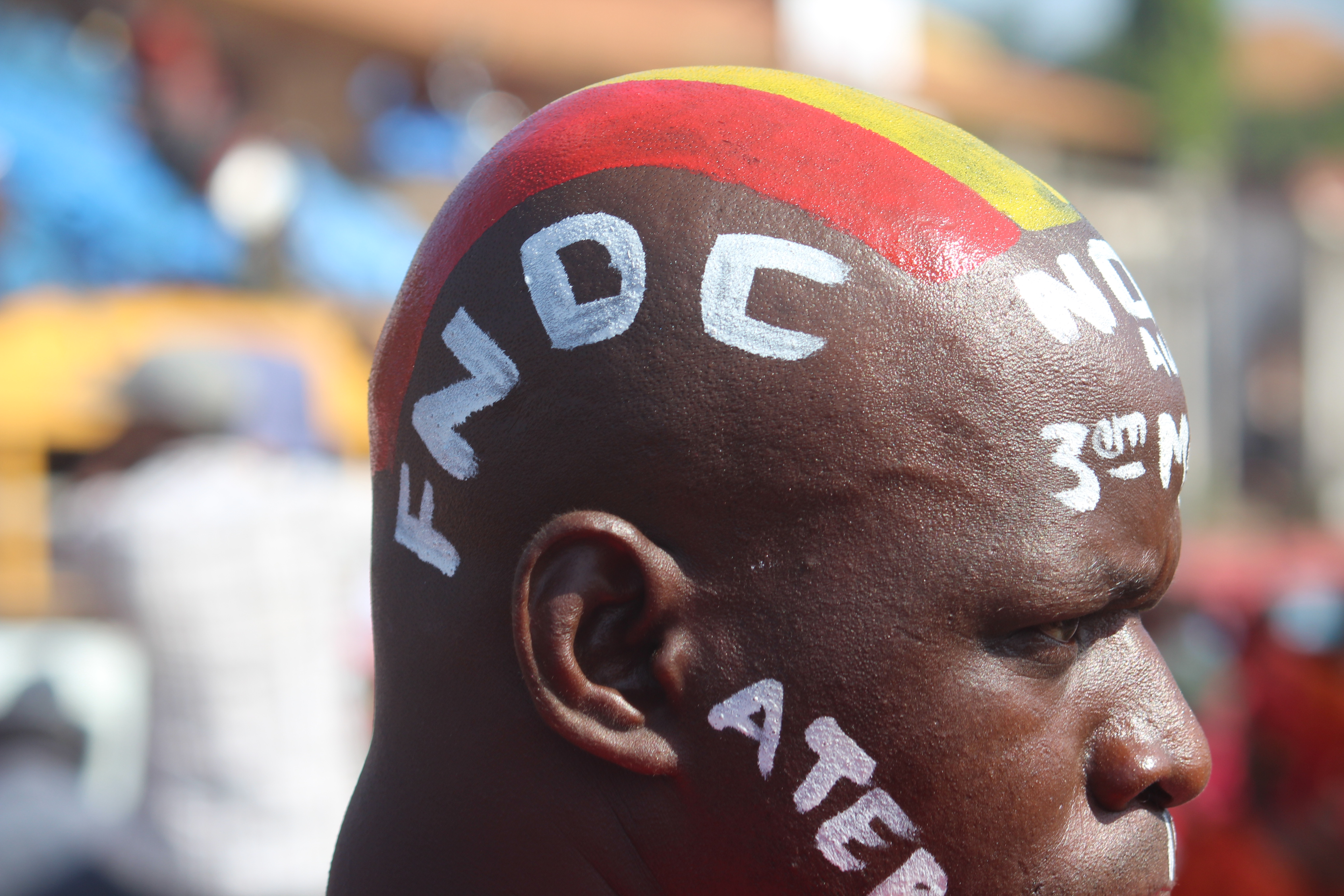
Manifestante partidário da FNDC.

Frente Nacional para a Defesa da Constituição (em francês:  Front national pour la défense de la constitution, FNDC) é um movimento cívico na Guiné  formado por partidos da oposição, sindicatos e organizações da sociedade civil  que mobilizou uma série de manifestações a partir de 14 de outubro de 2019 para protestar contra a alteração ou a adoção de uma nova constituição que levaria o presidente Alpha Condé a uma terceiro mandato presidencial e pelo respeito aos direitos humanos na Guiné.
É dirigido por Oumar Sylla (Foniké Menguè) desde 3 de fevereiro de 2022.
A pandemia de coronavírus leva à suspensão das marchas, enquanto o regime de Alpha Condé promulgou a nova constituição do referendo de 22 de março de 2020. Por sua vez, a FNDC rejeita a nova constituição e as eleições legislativas, exigindo novas eleições.
Após dois anos de luta contra o terceiro mandato de Alpha Condé, confirmado pela constituição de março de 2020, o presidente será reeleito nas eleições presidenciais de outubro de 2020 em primeiro turno.
Sendo empossado em 21 de dezembro de 2020 para um mandato de seis anos, seu governo porém durará apenas nove meses antes de ser deposto em 5 de setembro de 2021 pelo Comitê Nacional do Reagrupamento para o Desenvolvimento (CNRD) liderado pelo coronel Mamadi Doumbouya.
Os dirigentes da FNDC foram processados pelos tribunais guineenses, outros presos como Foniké Menguè e outros exilados, tendo sido emitido um mandado de detenção contra Sékou Koundouno.
Após o golpe de 5 de setembro de 2021, mais de 70 presos políticos seriam libertados pela junta militar e em comunicado o movimento FNDC reconhece a tomada de poder pelo CNRD e apela ao retorno à ordem constitucional o mais rapidamente possível através de eleições.
Assim, o movimento comprometeu-se em acompanhar a transição militar e vários ex-membros se juntam ao governo de Mohamed Béavogui, em particular: Alpha Soumah (Bill de Sam), Mamoudou Nagnalen Barry e Ousmane Gaoual Diallo.
Em 21 de dezembro de 2021, a FNDC reafirma o seu compromisso de colaborar e apoiar o CNRD após a circulação de informações na mídia sobre uma possível dissolução do movimento e recorda que a FNDC está no espírito do CNRD.
No entanto, a FNDC tornar-se-ia um grupo de oposição ao governo, passando a exigir o regresso à ordem constitucional e a denunciar o confisco do poder pelos militares guineenses organizando protestos contra a junta militar governante com a justificativa de "falta de um quadro de diálogo" entre o governo e a sociedade civil, o "desrespeito dos direitos e liberdades dos cidadãos", a "corrupção endémica", a falta de transparência, dentre outras.
Como consequência, em agosto de 2022, o governo da Guiné anunciou a dissolução da FNDC alegando  que o movimento "se caracteriza pela violência contra as pessoas, degradação e destruição da propriedade pública e privada, atos de incitamento ao ódio ou discriminação contra as pessoas com base na sua origem ou ideologia". A organização não-governamental Amnistia Internacional, por sua vez, refutou tais acusações. Uma semana depois, as Nações Unidas solicita a restauração imediata do movimento.